# Puig Sariol
El Puig Sariol és una muntanya de 553 metres que es troba al municipi de les Planes d'Hostoles, a la comarca catalana de la Garrotxa.